# IRTレノックス・アベニュー線

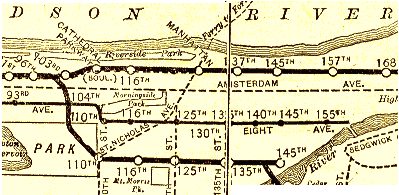
1906年時点のレノックス・アベニュー線の路線図

IRTレノックス・アベニュー線（IRTレノックス・アベニューせん、英語: IRT Lenox Avenue Line）は、ニューヨーク市地下鉄のAディビジョンの1路線で、大半の区間はニューヨーク最初の地下鉄線として建設された。かなり短い路線であり、アッパー・マンハッタンのみを運行している。

## 運行とその範囲
以下の系統がレノックス・アベニュー線の一部または全区間を走行する。
|  | 時間帯 | 区間          |
|  | ------ | ------------- |
|  | 終日   | 135丁目駅以南 |
|  | 終日   | 全線          |

レノックス・アベニュー線は、ハーレム-148丁目駅（かつては148丁目-レノックス・ターミナル駅だった）から始まる。起点を出発すると、レノックス車両基地からの線路が合流し、線路はレノックス・アベニューの下を南へ向けて走る。142丁目ジャンクションで、IRTホワイト・プレーンズ・ロード線が合流し（レノックス・アベニュー線の北行線とホワイト・プレーンズ・ロード線の南行線は平面交差する）、ブロンクス区からの列車が直通する。
セントラル・パークの北側の端にあるセントラル・パーク・ノース-110丁目駅は、この路線の最後の駅である。ここから線路はセントラル・パークの地下で南西へ曲線を描き、104丁目の下を西へ向かう。また南西から南へ向きを変えて、IRTブロードウェイ-7番街線の下を走り、103丁目駅の北行のプラットホームの直下を通る。ブロードウェイ-7番街線の中央の急行線が両側の緩行線に合流して終わった後、レノックス・アベニュー線の線路が緩行線の間に上昇して複線の急行線となり、両側の緩行線との渡り線がある。複々線となったブロードウェイ-7番街線はそのまま南へ伸び、急行停車駅で乗換点となる96丁目駅へと通じる。

## 歴史
145丁目駅より南側の区間は、インターボロー・ラピッド・トランジット (IRT) の当初の区間の一部として、1904年11月23日の深夜に開通した。本線から東側に伸びた分岐線であったため、当時はイースト・サイド地下鉄 (East Side Subway) あるいはイースト・サイド支線 (East Side Branch) と呼ばれていた。この線からホワイト・プレーンズ・ロード線（ウェスト・ファームズ支線 (West Farms Branch) あるいはウェスト・ファームズ延長 (West Farms Extention)）への列車は、1905年7月10日深夜に走り出した。路線が開通すると間もなく、ハーレムに繁栄をもたらすと期待された。
ハーレム-148丁目駅は1968年5月13日に、かつてのレノックス車両基地の一部だった土地に開業した。駅は当初、レノックス・ターミナル-148丁目駅と呼ばれていた。
レノックス・アベニュー線で運行される列車は常に2種類の運行パターンがあり、現在は2系統および3系統と番号が付けられている。1950年代以前は、1系統の各駅停車も、96丁目駅で各駅停車に変わる形でこの路線を走っていた。
1998年3月から10月まで、2系統と3系統の運行は大幅に縮小され、トンネル床面のひび割れを修理し、レノックス・アベニュー地区周辺の地下水流のために、常に線路を水没させて頻繁に大きな遅延を起こしていた漏水問題を解決した。2系統の列車の多くはIRTレキシントン・アベニュー線経由に変更され、3系統の列車はIRTブロードウェイ-7番街線経由で137丁目-シティ・カレッジ駅までの運行となった。この時は、地区を他の路線と連絡する代行のシャトルバスの運行が行われた。
1995年から2008年まで、レノックス・アベニュー線の北側の2駅であるハーレム-148丁目駅と145丁目駅へは、深夜帯にはシャトルバスで代行されていた。2008年7月27日に24時間運行が再開された。

## 駅一覧
路線全体がおおむねハーレムに位置している。
| 凡例            | 凡例     |
| --------------- | -------- |
| Stops all times | 終日停車 |
| 時間帯詳細      |          |

| バリアフリー・アクセス                                              | 駅                                   | 運行 | 開業年月日     | 備考                                                                   |
| ------------------------------------------------------------------- | ------------------------------------ | ---- | -------------- | ---------------------------------------------------------------------- |
|                                                                     | ハーレム-148丁目駅                   | 3    | 1968年5月13日  | かつては148丁目-レノックス・ターミナル駅 (148th Street–Lenox Terminal) |
| レノックス車両基地連絡線                                            |                                      |      |                |                                                                        |
|                                                                     | 145丁目駅                            | 3    | 1904年11月23日 | 先頭5両のみ乗降可能 北行ホームへの入口はない                           |
| IRTホワイト・プレーンズ・ロード線合流（142丁目ジャンクション） (2 ) |                                      |      |                |                                                                        |
| バリアフリー・アクセス                                              | 135丁目駅                            | 2 3  | 1904年11月23日 |                                                                        |
|                                                                     | 125丁目駅                            | 2 3  | 1904年11月23日 | M60セレクト・バス・サービス ラガーディア空港方面                       |
|                                                                     | 116丁目駅                            | 2 3  | 1904年11月23日 |                                                                        |
|                                                                     | セントラル・パーク・ノース-110丁目駅 | 2 3  | 1904年11月23日 |                                                                        |
| IRTブロードウェイ-7番街線急行線に直通 (2 3 )                        |                                      |      |                |                                                                        |